# تاريخ البحرين (1783-1971)
يغطي تاريخ البحرين منذ غزو آل خليفة حتى الاستقلال عن الإمبراطورية البريطانية. كانت البحرين تحت احتلال الامبراطورية الفارسية. كان حاكم آل خليفة هو أحمد بن محمد الذي أصبح يعرف باسم الفاتح. واجه خلفاؤه العديد من التحديات على مدى السنوات الخمسة والسبعين التالية إلا أنهم تمكنوا من الحفاظ على سيطرتهم للبحرين. خارجيا كانت الجزيرة تحت التهديدات المستمرة من عمان والسعوديين واستطاع كلاهما السيطرة عليها لفترات قصيرة. طالب الفرس والعثمانيين أيضا بضم البلاد. في عام 1820 وبعد ذلك في عام 1861 وقعت بريطانيا معاهدات السلام مع البحرين واعترفت بآل خليفة حكاما.
في العام 1867 اندلعت حرب بين البحرين وقطر مما أدى إلى تدخل بريطانيا عينت بريطانيا حاكم جديد وهو عيسى بن علي آل خليفة. في عهد عيسى (1869-1923) لم تكن هناك تحديات خارجية للبلاد لتدافع عنهم بريطانيا. هو وأسرته يتمتعون بسلطات مطلقة والحكم على الناس كرعايا والسيطرة على أجزاء كبيرة من البلاد كإقطاعيات. الإيرادات العامة للبلد جمعت في الغالب من الضرائب والإيجارات وتعتبر الدخل الخاص للحاكم. كان العمود الفقري للاقتصاد هو زراعة النخيل وصيد الأسماك والغوص بحثا عن اللؤلؤ.
في نهاية القرن التاسع عشر وضعت بريطانيا البحرين تحت حمايتها وبحلول نهاية الحرب العالمية الأولى شددت قبضتها على الجزيرة. بدءا من عام 1919 بدأ الوكلاء السياسيون البريطانيون تنفيذ خطط الإصلاح. كانت الإصلاحات في العشرينات تتركز في الإجراءات الإدارية. قدمت العديد من العرائض المؤيدة والمعارضة للإصلاحات لمختلف المسؤولين البريطانيين. تدخلت بريطانيا واستبدلت الحاكم بابنه الأكبر حمد الذي أيد الإصلاحات. شملت الإصلاحات صناعة اللؤلؤ والممتلكات الخاصة والنظام القضائي ونظام الشرطة والتعليم. في عام 1932 تم اكتشاف النفط مما أدى إلى تغيرات اقتصادية واجتماعية كبيرة في الجزيرة. انخفض الاهتمام بصناعة اللؤلؤ وزراعة النخيل بسبب الاهتمام المتنامي للنفط.

## صعود آل خليفة
آل خليفة عائلة متحدرة من قبيلة بني عتبة وقد أنشأت الزبارة (قطر) في 1766 بعد انتقالها إليها من الكويت. ابحروا إلى البحرين ولكن حاكمها ناصر آل مذكور الذي يسيطر أيضا على بوشهر إحدى تبعيات الإمبراطورية الفارسية منعهم من الاستقرار فيها. كانت الزبارة صحراء لكنها غنية في اللؤلؤ. بمجرد وصولهم بنى آل خليفة قلعة المرير للدفاع عن الزبارة وطوروا علاقات وثيقة مع حكام قطر المسلم. كلتا العائلتان كانتا تحت حماية بنو خالد. الحروب المستمرة بين بني خالد والوهابيين والغزو الفارسي للبصرة من بين العوامل التي ساعدت على ازدهار الزبارة لتصبح مركزا تجاريا هاما. أدى هذا الموقف إلى صراع بين المدن الساحلية.
سرعان ما انضم الجلاهمة وهم فرع من قبيلة بني عتبة إلى آل خليفة في الزبارة. في 1775 ساعدوا على صد هجوم على الزبارة من قبل تحالف من القبائل العربية ومقرها في الجانب الشرقي من الخليج العربي. ومع ذلك اختلفوا في وقت لاحق على توزيع العائدات مما أدى بالجلاهمة إلى الانتقال إلى رفيش التي تقع إلى الشرق من الزبارة. هاجمهم آل خليفة هناك وقتلوا رئيسهم. في عام 1783 بعد محاولتين فاشلتين من مذكور لاحتلال الزبارة قام آل خليفة باحتلال البحرين وأجبروه على الفرار إلى بوشهر. خلال الهجوم قاد أحمد بن محمد آل خليفة والقبائل المتحالفة معه ليشكلوا فيما بعد جزءا هاما من المجتمع القبلي في البحرين. أحمد الذي كني ب«الفاتح» أبقى مقره في الزبارة لكنه كان يقضي الصيف في البحرين.

## حكم آل خليفة (1783-1869)
كان عهد أحمد (1783-1796) مستقر وسلمي تم خلاله إنتاج اللؤلؤ ونمت التجارة بشكل كبير. لكن خلال السنوات الخمسة والسبعين التالية واجه حكم آل خليفة في البحرين التهديدات الخارجية والداخلية الخطيرة. ومع ذلك من خلال التحالف مع أعدائهم ضد بعضهم البعض فإنهم تمكنوا من إبقاء الجزيرة تحت سيطرتهم.

### التحديات الخارجية
في عام 1796 احتل السعوديون الزبارة بعد احتلال الأحساء في وقت سابق من العام. هزم سلمان بن أحمد الذي خلف والده ثم انتقل للسكن إلى جو في الساحل الشرقي من البحرين ثم انتقل لاحقا إلى الرفاع حيث قام ببناء قلعة مثيرة للإعجاب. في عام 1799 شن حاكم مسقط وعمان هجوم هجوم على البحرين ولكنه فشل في السيطرة عليها. في العام التالي هجم عليها مجددا ونجح في احتلالها وتعيين ابنه للإشراف على الجزيرة. في عام 1801 آل خليفة الذين فروا إلى الزبارة استطاعوا استعادة سيطرتهم على البحرين والاستفادة من غياب الأسطول العماني. قرر العمانيون الانتقام في العام التالي من طردهم من البحرين إلا إنهم انهزموا. السعوديون الذين أيدوا آل خليفة ضد عمان وضعوا البحرين تحت حمايتهم من 1803 إلى 1809 ثم تحت سيطرتهم المباشرة اعتبارا من عام 1810.
ضعفت قوة السعوديين بسبب تقدم الحملة المصرية في عام 1811 لذلك أعلن آل خليفة تحالفهم مع عمان حيث دفعوا الجزية لإمام عمان لمدة عامين. ثم عندما ضعفت عمان بعد هزيمتهم على يد القواسم أعلن آل خليفة استقلالهم عن عمان. عارض زعيم الجلاهمة رحمة بن جابر الجلهمي الذي يقع مقره في خور حسن آل خليفة الذين كنوا له الحقد الشديد. قام رحمة بقرصنة سفن آل خليفة ودعم أعدائهم حتى قتل في عام 1826 في معركة مثيرة. في عام 1820 وقعت القوة المهيمنة في المنطقة بريطانيا على «معاهدة سلام» مع زعماء القبائل بمن فيهم آل خليفة. في هذه المعاهدة اعترفت بريطانيا بآل خليفة حكام «شرعيين» في البحرين ولكن أيضا أعطت بريطانيا الفرس حق المطالبة بالبحرين وهو الذي استمر حتى استقلال البحرين في عام 1971.
خلال هذا الوقت كانت عمان وليس فارس التهديد الخارجي الرئيسي للبحرين. قامت عمان بشن أربع حملات عسكرية على البحرين من 1816 إلى 1828 حيث فشلت جميع الحملات وتلقى العمانيون في الأخيرة خسائر كبيرة. في عهد محمد بن خليفة (1843-1868) قام السعوديين والعثمانيين والفرس بتهديد احتلال البحرين. حاول محمد لإرضاء كل من العثمانيين والفرس التظاهر بدعمهما. بالنسبة للسعوديين قرر محمد اللجوء للخيار العسكري لكن بريطانيا عارضت وعرضت في السر الدفاع عن البحرين. عندما رفض محمد وقف حملته العسكرية تدخلت بريطانيا مباشرة وحاصرت أسطول حربه وأجبرته على إلغاء الهجوم.
قامت بريطانيا بالتوقيع على معاهدة الهدنة الدائمة للسلام والصداقة في عام 1861 التي تلزم حاكم البحرين بعدم الانخراط في «أي حرب دون استشارة المملكة المتحدة والقرصنة والعبودية في البحر» على أن تقوم بريطانيا بتوفير الحماية للبحرين. قضت بريطانيا على كل التهديدات الخارجية ضد البحرين.

### التحديات الداخلية
استملك آل خليفة أراضي البحرين حسب النظام الإقطاعي وفرضوا الضرائب.
بعد انخفاض التهديدات الخارجية في عام 1828 بعد الخسارة الثقيلة لعمان فقد اشترك آل خليفة في سلسلة من الصراعات الداخلية فيما بينهم. تسببت هذه الصراعات في المزيد من الضرر لاقتصاد ومجتمع البحرين من الغزوات الخارجية والمعاناة الأكبر وقعت على الشيعة. بعد فترة وجيزة من وصول آل خليفة إلى البحرين فقد انقسموا إلى فصيلين أحدهما بقيادة سلمان بن أحمد الذي يقع مقره في جزيرة البحرين والآخر بقيادة شقيقه عبد الله الذي يقع مقره في جزيرة المحرق. تدريجيا أصبحت المحرق مستقلة تقريبا بوجود إدارتها القبلية الخاصة بها. خلف خليفة بن سلمان والده في 1826. نتج عن وفاة خليفة في عام 1834 تصاعد الصراع الداخلي حيث أصبح عمه عبد الله الحاكم الوحيد البحرين.
كان عهد عبد الله (1834-1843) مليء بالصراعات والحروب التي تسببت في الكثير من الفوضى للبحرين. في عام 1835 سحق عبد الله بلا رحمة انتفاضة في قطر بقيادة أحد أبنائه وبدعم من قبيلتي آل بن علي وآل البوعينين. في عام 1842 دخل في صراع مع حفيد أخيه محمد بن خليفة الذي فر إلى الرياض بعد هزيمته. محمد بدعم من قبل السعوديين انتقل إلى الزبارة حيث تحالف مع الجلاهمة وآل بن علي. مع أخيه علي في المنامة استطاعوا الحاق الهزيمة بعبد الله الذي هرب بعد ذلك إلى الدمام. من 1844 إلى 1846 أطلق عبد الله ثلاث محاولات فاشلة لاستعادة الحكم من مواقع مختلفة قبل أن يغادر في نهاية المطاف إلى مسقط حيث توفي في عام 1849.
في عام 1867 اندلعت انتفاضة في الوكرة والدوحة في قطر. من أجل كسب بعض الوقت قام محمد بدعوة قاسم بن محمد آل ثاني إلى البحرين للتفاوض معه ولكن ألقى القبض عليه فور وصوله. في أكتوبر من نفس العام أعلن الحرب على قطر. اعتبرت بريطانيا هذا انتهاك للهدنة الدائمة للسلام والصداقة وأرسلت قواتها إلى البحرين. فر محمد إلى قطر وترك أخاه علي حاكما على البحرين ثم استسلم للمطالب البريطانية للتخلي عن سفنه ودفع غرامة قدرها 100 ألف دولار. بالإضافة إلى ذلك نبذ آل خليفة دعاوى السيادة على قطر واعترفت بريطانيا بقطر ككيان منفصل. عاد محمد إلى البحرين بعد أن أقنعه شقيقه بأن بريطانيا سمحت له بالعودة إلا أنه سرعان ما قامت بترحيله إلى الكويت بعد اتهامه بالتورط في مؤامرات.
في طريق ذهابه إلى الكويت مر بالقطيف حيث التقى بناصر بن مبارك بن عبد الله ومحمد بن عبد الله اللذان ساعداه على قتل علي بن خليفة في معركة وتتويجه حاكما مجددا على البحرين. بعد ذلك بشهرين في نوفمبر 1869 تدخلت القوات البحرية البريطانية تحت قيادة العقيد لويس بيلي وتمكنت من السيطرة على الجزيرة. تم نفي رؤساء العصابات إلى مومباي (المعروفة سابقا باسم بومباي). بعد محادثات مع زعماء آل خليفة قامت بريطانيا بتعيين عيسى بن علي آل خليفة البالغ من العمر 21 سنة حاكما على البحرين وهو المنصب الذي سيستمر فيه حتى عام 1923. من 1869 إلى الاستقلال في عام 1971 سيطرت بريطانيا على الأمن والعلاقات الخارجية في البحرين.

## الاقتصاد والإدارة خلال حكم عيسى بن علي (1869-1923)
كانت إدارة الموارد الاقتصادية وكذلك الحكومة والسيادة القبلية في يد المجالس القبلية التي لم ينظمها قانون أو إجراءات موحدة. الشؤون الاجتماعية والشخصية تدار من خلال المحاكم الدينية (القضاء الشرعي). استمد كلا المجلسان سلطتهما من الموارد الاقتصادية التي كانا يسيطران عليهما. خلال هذه الفترة فإن اقتصاد البحرين كان يعتمد على الغوص على اللؤلؤ وصيد الأسماك وزراعة النخيل. كانت هذه الصناعات موجودة قبل تولي عيسى بن علي الحكم.

### سلطات الحاكم

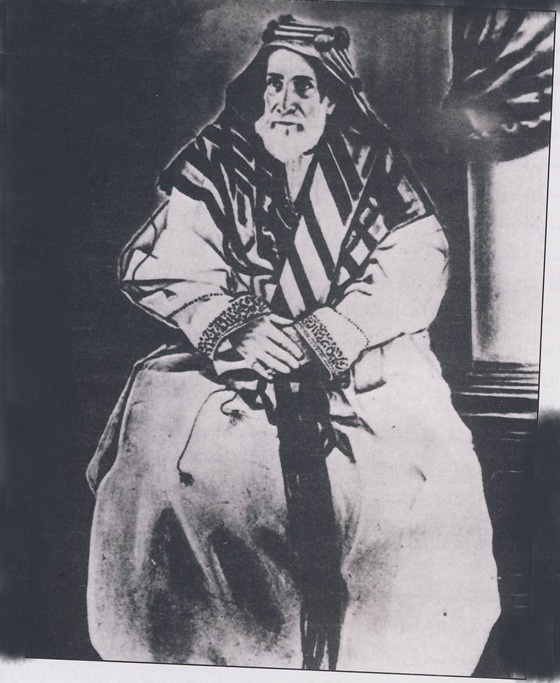
صورة لعيسى بن علي آل خليفة، التاريخ غير معروف حتى الآن.

على عكس المجالس القبلية العادية فإن للحاكم مجلس أعلى المعروف باسم ديوان وكان يستخدم الإكراه البدني لتحصيل الضرائب أو ما يريدون فعله من الناس. على حد قول خوري فإن الحاكم هو الحكومة والإدارة من دون بيروقراطية والدولة من دون موافقة شعبية أو قانون موحد أو حقوق ملكية. حكم الحاكم لا يختلف كثيرا عن باقي أفراد آل خليفة الذين يمتلكون الأراضي والأصول. الحاكم يسيطر على كل المنافذ والأسواق والعديد من العقارات بما في ذلك المنامة والمحرق أكبر مدن البلاد. كان على رأس جهاز الإدارة في المنامة والمحرق فداوي يسمى الأمير ومجموعة من الفداوية تبلغ الثلاثين شخص. في الرفاع حيث عاشت القبائل العربية السنية كان أميرها أحد أفراد آل خليفة.
لم يكن هناك تمييز بين الدخل الخاص للحاكم والإيرادات العامة واعتبرت الإيرادات العامة بما في ذلك الضرائب والايجارات أرباح خاصة للحاكم. الكثير من العائدات تنفق على حاشية الحاكم والقليل جدا أو لا شيء على الإطلاق على البنية التحتية مثل المدارس والطرق وعندما يتم الانفاق على البنية التحتية فإنه يعتبر عمل شخصي من الحاكم كنوع من أنواع أعمال الخير. تم تعيين أقارب الحاكم البعيدين لإدارة عقاراته بينما أعطى لإخوته وأبنائه عقاراتهم الخاصة من أجل تجنب الصراعات الداخلية. كانت الوظائف الحكومية حصرية لأهل السنة في حين اقتصرت وظائف السوق على الشيعة والأجانب. عاش الحاكم ومعظم أفراد آل خليفة في مدينة المحرق ولم يعش أي منهم في القرى الشيعية. الفداوية وأعضاء المجلس يعيشون بالقرب منهم.
كان الفداوية الذراع العسكري للسلطة. وظيفتهم الرئيسية هي تنفيذ أوامر آل خليفة عن طريق الإكراه البدني. يتألفون من البلوش والعبيد الأفارقة والعرب السنة الذين ليسوا من أصول قبلية. كانت لديهم العصي ويسمح لهم باستجواب واعتقال ومعاقبة المسؤولين. الطريقة التعسفية التي يتعامل بها الفداوية محل شكوى البحرينيين. الفداوية مسئولين أيضا عن إجبار الناس على العمل بلا مقابل المسمى بالسخرة حيث يتم اختبار مجموعة عشوائية من الذكور البالغين من الأماكن العامة مثل الأسواق واجبارهم بالقوة على تؤدية مهمة محددة. لا يتم الإفراج عن الرجال حتى يستكملوا المهمة التي عادة لا تتطلب عمالة ماهرة ويمكن الانتهاء منها في غضون يومين (مثل البناء).

### زراعة النخيل وإدارة العقارات

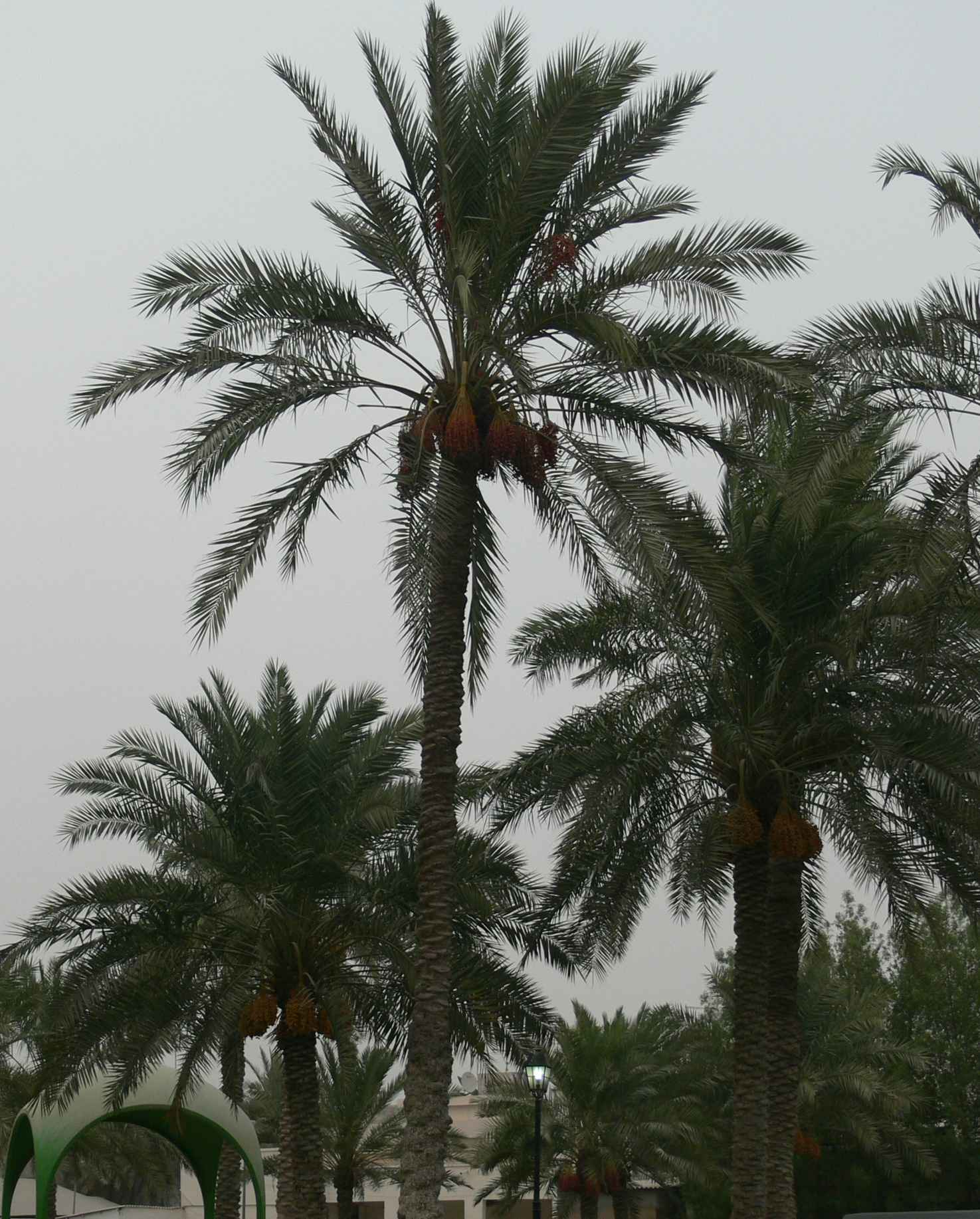
زراعة النخيل تشكل إحدى الصناعات المهمة للاقتصاد البحريني.

اقتصرت معظم الزراعة في البحرين على أشجار النخيل. تزرع الخضراوات والأعلاف فقط بكميات صغيرة. النخيل موجودة أساسا في السواحل الشمالية وهي أراضي قابلة للزراعة في الجزيرة. على عكس من الرعاة الرحل في وسط شبه الجزيرة العربية الذين يعيشون على الجمال فقد عاش البحرينيين على منتجات النخيل حيث أن التمر هو الطعام الرئيسي في وجباتهم وتستخدم الجذوع لبناء المنازل والفخاخ والزهور والبراعم للطب والسعف لصنع السلال والعديد من القصص والأغاني والخرافات بل وتصنيف الأشخاص تدور حولهم. يتطلب العمل في زراعة النخيل يوم كامل خلال جميع أيام السنة. معظم المزارعين الشيعة اشركوا جميع أفراد أسرهم في العمل من أطفال وكبار وذكور وإناث حيث كان المصدر الوحيد لعيشهم.
سيطر آل خليفة على زراعة النخيل بإحكام حيث كانوا يمتلكون أراضيهم الخالصة من جهة وإدارة أراضي الغير بطريقة إقطاعية من جهة أخرى حيث قاموا بجمع الضرائب على الأراضي الخاصة ومصادرة ممتلكات أولئك الذين فشلوا في الدفع. كان الشيعة فقط هم الذين يقومون بدفع الضرائب كما لم يكن الشيعة جزءا من قوتهم العسكرية على الرغم من عدم دعوتهم للانضمام إليه. تم تقسيم الأراضي في عدد من المدن التي كانت تدار من قبل آل خليفة ومعظمهم من إخوة وأبناء الحاكم. لم يكن حجم العقارات ثابتا فقد كانت العقارات تكبر وتصغر على أساس سلطة ونفوذ صاحبها وقرب علاقته بالحاكم. على سبيل المثال عند وفاة الحاكم فإن إدارة العقارات ستتحول من إخوته وأبنائه إلى إخوة وأبناء الحاكم الجديد وأبناء عمومة الحاكم الجديد لا يرثون آبائهم (إخوان الحاكم السابق). لعبت الأمهات أيضا عامل مهم خصوصا إذا كانوا ينتمون إلى الأسرة الحاكمة.
أفراد آل خليفة الذين يمتلكون الأراضي يتمتعون بقدر كبير من الاستقلالية على ملكياتهم كما لو كانوا حكاما عليها. فرضوا الضرائب وحلوا النزاعات وقاموا بحماية رعاياهم ضد الأجانب بمن فيهم أفراد من عائلة آل خليفة.

### صيد السمك
مياه البحرين غنية بالأسماك من مختلف الأنواع.

### الغوص بحثًا عن اللؤلؤ

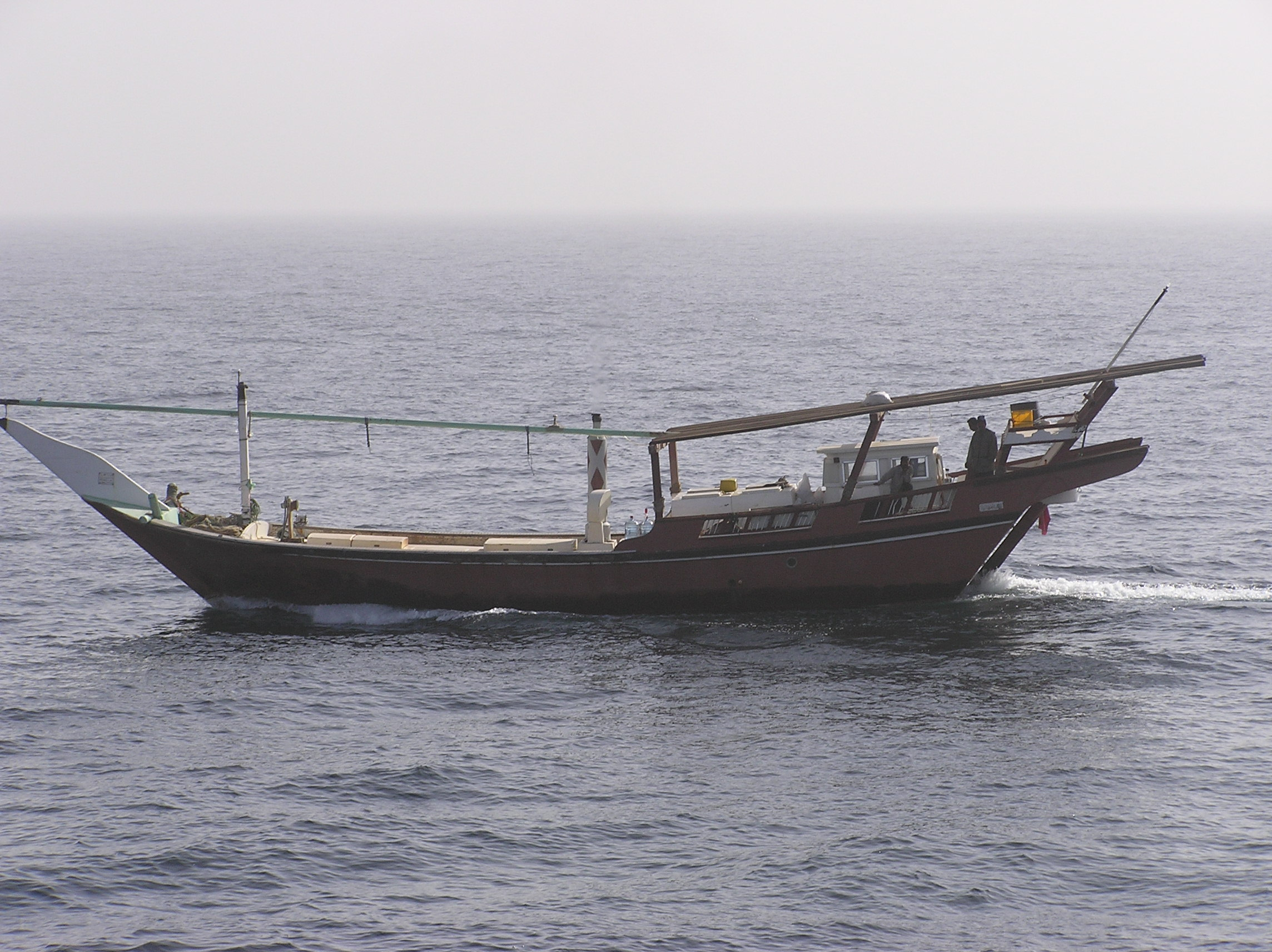
استخدمت مثل هذه القوارب في مهنة الغوص بحثا عن اللؤلؤ.

الغوص على اللؤلؤ في المنطقة معروف منذ آلاف السنين ومع ذلك فإنه لم يحقق إيرادات عالية إلا في القرن الثامن عشر وحتى أوائل القرن العشرين. في عام 1876 أنتج الغوص على اللؤلؤ في البحرين حوالي 180 ألف جنيه استرليني سنويا وبحلول عام 1900 ارتفع إلى مليون جنيه استرليني وهو ما يمثل أكثر من نصف قيمة جميع الصادرات. ومع ذلك ففي عام 1925 أنتج فقط 14500 جنيه استرليني. شحنت اللآلئ إلى مومباي ومنها إلى بقية العالم. التجار الهنود المعروفين بسان التجار البنيان نشطوا في تصدير اللؤلؤ من البحرين إلى مومباي. في نهاية القرن التاسع عشر أخذ التجار البحرينيين والأوروبيين دور البنيان ولكن بدلا من تصدير اللؤلؤ إلى مومباي فقد قاموا بتصديره مباشرة إلى أوروبا.
في القرن التاسع عشر وأوائل القرن العشرين أصبح الغوص بحثا عن اللؤلؤ مهنة مهمة جدا لآلاف البحرينيين حيث ما يقرب من نصف الذكور البالغين يعملون في الغوص بحثا عن اللؤلؤ. يمتد موسم الغوص بحثا عن اللؤلؤ من مايو إلى أكتوبر. تدريجيا استطاع عدد قليل من التجار الأغنياء المعروفين باسم «ملوك اللؤلؤ» السيطرة على صناعة اللؤلؤ من خلال استملاك القوارب الغالية والتعاقد مع الغواصين الجيدين.
تم تقسيم طاقم القارب إلى ست فئات: النوخذة (قبطان السفينة) ومساعده (المجدمي) والغواصين والسيوب (مفردها سيب وهم الذين يقومون بمساعدة الغواصين عند خروجهم من البحر) والتبابين (مفردها تباب وهم المتدربين) والخدم. أثناء الإبحار فإن النوخذة الذي يكون عادة من أصول قبلية ويمتلك السفينة له سلطة محاكمة ومعاقبة المخطئين وحل النزاعات. إلا إذا حدث من وراء علمه فإنه يتم التعامل مع الجرائم على متن السفينة على أساس «العين بالعين والسن بالسن» وإلا يتم التعامل معهم بعد عودتهم إلى البر أما بقية أفراد الطاقم فقد كانوا من الفرس الجنوبيين أو البلوش أو العبيد وفقط عدد قليل من الشيعة عملوا غواصين وسيوب كفريق واحد حيث يبقي الغواصون في قاع البحر يجمعون المحار وعندما تقل كمية الأوكسجين المحبوس في رئتهم فإن السيوب يقومون بسحبهم عن طريق حبل مربوط بأرجلهم إلى القارب. الغواص الجيد يستطيع الغطس 100 مرة في اليوم. مكانة الغواصين تفوق مكانة السيوب ولكنهم قد يتعرضوا أيضا للأخطار مثل تمزق طبلة الأذن والعمى.
على الرغم من أن الغوص بحثا عن اللؤلؤ يحقق الكثير من المال ولكن حصة الغواصين والسيوب كانت صغيرة في حين يحصل النواخذة والتجار على الحصة الأكبر. الخلاف على نسبة الحصص تحول عادة إلى المحاكم الإسلامية ولكن متى ما كان الاختلاف حول اللؤلؤ فإنه يتم نقل التنازع إلى محكمة خاصة تعرف باسم السالفة التي كانت منحازة للتجار والنواخذة كما كان قاضيها دائما من أصول قبلية. كما النظام المطبق في زراعة النخيل فإن نسبة فوائد الديون تزيد مع زيادة محصلة صيد اللؤلؤ حيث أن أغلب الغواصين والسيوب مديونين لدى النواخذة الذين يكونون أيضا مديونين للتجار. تعطى قروض كبيرة ذات الفوائد الكبيرة التي قد تصل إلى 50% من قيمة الدين للغواصين المهرة ليتسبب في عجزهم عن تسديده مما يجعلهم مرتبطين بالعمل مع النوخذة لأطول فترة ممكنة خصوصا أن الديون يتم توريثها من الآباء إلى الأبناء. من الممكن أن يأخذ الغواص قرضاً من نوخذة آخر من أجل دفع دينه لدى النوخذة الأول ولكنه لا يزال عالقاً في نظام الديون. يتم تعويض عدد قليل فقط من الغواصين كمكافأة على ولائهم وعملهم الجاد.
تمت السيطرة على تجارة الغوص بحثا عن اللؤلؤ من قبل رجال قبائل العربية السنية الذين يتمتعون بحكم ذاتي عالي حيث يحلون النزاعات ويعقدون محاكمهم الخاصة ولكن لا يصل مدى استقلالهم إلى حد جمع الضرائب. كل قبيلة تسيطر على منطقة محددة في البحر. تستمد قوة كل قبيلة من السلطة العامة في الخليج العربي وشبه الجزيرة العربية. أقوى قبيلة وهي الدواسر عاشت في البديع والزلاق. كانوا أثرياء وكثيرو الأفراد ومتحالفون مع عدة قبائل في شبه الجزيرة العربية. من أجل جذب أكبر عدد ممكن من القبائل التي تمتهن مهنة الغوص فإن آل خليفة لم يتدخلوا في تجارة الغوص كما أنهم لم يفرضوا ضرائب على قوارب الصيد أو اللؤلؤ. هذا الأمر أدى إلى زيادة حجم الصادرات وبالتالي زيادة الضرائب عليها. كما أنها زادت التجارة المحلية والإيجارات. التدخل في شؤون القبائل كان له رد فعل سلبي حيث كانوا يهددون بالهجرة من البحرين مما يعني انخفاض في التجارة وتهديد ضمني للحرب. كان هذا هو الحال من آل بن علي في عام 1895 والدواسر في عام 1923 وكلاهما هاجروا من الجزيرة.

### المحاكم الدينية
في ذلك الوقت فإن المحاكم الدينية تطبق الشريعة الإسلامية من خلال القرآن والأحاديث النبوية حيث كان هناك أربع مجموعات فقهية مختلفة في البحرين وهي: الهولة (سنة) الذين يتبعون المذهب الشافعي والنجديين (سنة) الذين يتبعون المذهب الحنبلي والقبائل العربية السنية التي تتبع المذهب المالكي والطائفة الشيعية التي تتبع المذهب الاثني عشري. خلال عهد عيسى بن علي فإن جاسم المهزع كان الفقيه الوحيد للسنة في البحرين. المهزع المعين من قبل الحاكم فإنه يقوم بالحكم في المسائل الشخصية والعائلية مثل الطلاق والميراث ولكن ليس من اختصاصه قروض مهنة الغوص لأن فوائد القروض كانت ضد قوانين الشريعة. بدلا من ذلك كانت منازعات القروض تقع في محكمة السالفة القبلية.
من ناحية أخرى فإن المحاكم الشيعية عديدة.

### الحماية البريطانية
وقعت بريطانيا معاهدتين إضافيتين مع آل خليفة في عام 1880 وعام 1892 حيث وضعت بريطانيا العلاقات الدفاعية والخارجية للبحرين تحت سيطرتها وتحويل البحرين إلى محمية استعمارية بريطانية. بعد الحادثة التي وقعت في عام 1904 عندما هاجم أحد أقرباء الحاكم الفرس والألمان فإنه تم وضع شؤون الأجانب في أيدي القوات البريطانية. كان مصطلح «أجنبي» غامضا لأن البحرين ليس لديها سياسة تجنيس أو تعداد سكاني أو مكتب هجرة. هذا الأمر بالإضافة إلى الزيادة المطردة للأجانب نتيجة لطفرة اللؤلؤ فإن نظام السلطة أصبح مزدوجا أحدهما بقيادة الوكيل البريطاني والآخر من قبل الحاكم (عيسى بن علي).

## الإصلاحات الإدارية
نفذت الإصلاحات الإدارية من عام 1919 إلى عام 1927. طبيعة الإصلاحات إدارية وليست سياسية كما أنها لا تنطوي على مسألة شرعية الحكومة أو أي شكل من أشكال التمثيل العام. بدلا من ذلك كانوا أكثر تركيزا على إعادة توزيع المناصب العامة والموارد الاقتصادية والإصلاحات ليست نتيجة التدخل البريطاني فقط بل بسبب عوامل أخرى مثل النظام الاجتماعي والنظام القبلي. النتيجة الرئيسية لهذه الإصلاحات هي إنشاء البيروقراطية الحديثة.
بدءا من عام 1919 فقد بدأ الوكيل السياسي البريطاني هارولد ديكسون في إصلاح المدارس والمحاكم والبلديات والمؤسسات الأخرى في البلاد. في عام 1919 أسس ديكسون وعبد الله بن عيسى ابن الحاكم محكمة مشتركة للتعامل مع منازعات الأجانب ضد البحرينيين. في العام التالي تم إلغاء الفداوية بعد تشكيل المجلس البلدي. نصف أعضاء المجلس تم تعيينهم من قبل الحاكم والنصف الآخر من قبل بريطانيا مع تحديد المسئوليات المدنية. في عام 1923 تم إلغاء محكمة السالفة واستبدالها بالمجلس العرفي. تم تشكيل المجلس في عام 1920 بنفس طريقة تعيين المجلس البلدي ولكن تم إعطائه سلطة الحكم على المنازعات التجارية بما في ذلك صناعة اللؤلؤ. رفض آل خليفة وحلفائهم هذه الإصلاحات الذين أرسلوا العديد من العرائض إلى حكومة مومباي ضد إصلاحات ديكسون.

### التحديات التي واجهت الإصلاحات

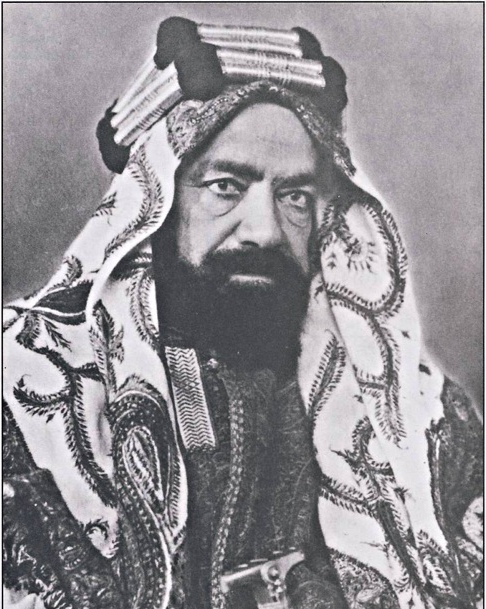
صورة حمد بن عيسى بن علي آل خليفة (1872-1942)، التاريخ غير معروف حتى الآن.

تم استبدال ديكسون بالرائد دالي (1920-1926) الذي كان على خلاف سلفه قام باعتماد تدابير صارمة لا هوادة فيها لإدخال الإصلاحات. تم من خلالها تقويض نفوذ عبد الله بن عيسى الذي عارض بشدة الإصلاحات وتعزيز موقف شقيقه الأكبر وولي العهد حمد بن عيسى. بحلول عام 1921 تم تقسيم البلاد إلى معسكرين الأول يدعم الإصلاحات ويتألف من حمد بن عيسى والوكيل السياسي البريطاني والشيعة (الذين في ذلك الوقت يشكلون حوالي نصف السكان) والثاني المعارضين للإصلاحات ويتألف الحاكم وابنه عبد الله ورجال القبائل. سلسلة من البيانات المقدمة من المعسكرين للمسؤولين البريطانيين المختلفين بما في ذلك وزارة الخارجية البريطانية.
الشيعة الذين يستميتون للتخلص من النظام القبلي طالبوا في أحد التماساتهم لدالي بوضع البحرين تحت الحماية البريطانية الرسمية. هذا الأخير الذي أيد مطالبهم كتب رسالة إلى مسئوله المباشر عن سوء الإدارة وفساد آل خليفة فضلا عن «الفظائع والقمع» الذي يرتكبونها خاصة من قبل عبد الله بن عيسى. أما الطائفة الأخرى وعلى رأسها زعماء القبائل وتجار اللؤلؤ فقد رفضوا الإصلاحات على أساس أن المساواة وتوحيد القانون من شأنه أن يزيل مزاياهم مثل الإعفاء من الضرائب والسيادة على المزارع. كانت حكومة بومباي حذرة وتحركت ببطء حيث انتهى عام 1922 من دون تنفيذ خطط الإصلاحات. هذا البطء شجع آل خليفة والدواسر الذين يعتبرون أنفسهم أكبر الخاسرين لاستخدام العنف. جه الدواسر الدعوة إلى السعوديين الذين سيطروا على الأحساء لضم البحرين إلى دولتهم الدينية التي تشكلت حديثا.
اندلعت أعمال عنف واسعة النطاق في عام 1923 بعد وقوع حوادث أصغر في وقت سابق من العام. كان الصراع اجتماعي إثني حيث تواجه النجديين الحضر السنة ضد الفرس الشيعة في المناطق الحضرية والسنة القبليين ضد القرويين الشيعة. هاجم الدواسر من البديع وبعض أعضاء آل خليفة قرى باربار وعالي وسترة الشيعية واندلعت أعمال الشغب في المنامة بين النجديين والفرس. أسفرت أحداث العنف عن مقتل 12 شخص وإصابة العشرات واغتصاب النساء فضلا عن تدمير الممتلكات. توقف العنف بعد وصول الأسطول البريطاني للبحرين وذلك بعد أن اضطر الحاكم عيسى بن علي للتنازل عن الحكم لصالح ابنه حمد. استمر تقديم العرائض والأزمة السياسية في عهد حمد.
بدأ حمد فترة حكمه (1923-1942) من خلال إنشاء محكمة جنائية لمحاكمة المتورطين في أعمال العنف. الدواسر وأبناء خالد بن علي آل خليفة. قام الدواسر بترهيب وقتل بعض الشهود الشيعة وقتل اثنين من وجهاء الشيعة الذين شجعوا الآخرين على الشهادة ضدهم. هذه المرة تم محاكمة الدواسر وأجبروا على دفع غرامات. كانت هذه هي المرة الأولى في تاريخ البحرين الذي يتم فيه إصدار حكم قضائي ضد الدواسر. بعد فترة وجيزة هاجر ثلثي الدواسر إلى الدمام أما الباقي فقد أعطاهم الحاكم مهلة لاتخاذ قرار إما بالانصياع له أو الهجرة إلى الدمام. على الرغم من أن ملك السعودية عبد العزيز آل سعود وعد بإعفاء الدواسر من دفع الضرائب إلا أنه طالبهم بدفعها في وقت لاحق. بالإضافة إلى فقدان نصف أسطولهم أثناء الهجرة ومصادرة ممتلكاتهم في البديع ومنعهم من الغوص في مصائد اللؤلؤ في البحرين فقد أدى إلى إضعافهم اقتصاديا وسياسيا مما حدى بهم في نهاية المطاف في عام 1926 إلى طلب السماح من حاكم البحرين بعودتهم.
في عام 1927 سمح الحاكم لهم بالعودة بشرط أن يكونوا مواطنين عاديين وهو الذي قبل به جزء صغير منهم. يتكون الجزء الآخر من معسكر المعارضة من أبناء خالد آل خليفة أبناء عم الحاكم الذي هاجم سترة. وضع الحاكم في مأزق بين الانحياز لأفراد القبيلة وتطبيق القانون العام ولكنه اضطر لتطبيق القانون وقام بنفي أبناء عمومته ولكن مع استمرار دفع مخصصاتهم المالية. عقد أبناء عمومته ضغينة عميقة ضد سكان جزيرة سترة الذين شهدوا ضدهم وفي 1924 هاجموا الجزيرة من منفاهم مما أسفر عن مقتل عدد من رجال ونساء وأطفال الشيعة. حكم على أبناء خالد آل خليفة بالإعدام عقب الاحتجاجات الشيعية الرئيسية ومحاكمة طويلة ولكن لحسن حظ الحاكم فإنهم تمكنوا من الفرار قبل تنفيذ العقوبة.

### تطبيق الإصلاحات
بغض النظر عن محاولة الاغتيال الفاشلة للحاكم من قبل أحد أبناء عمومته في عام 1926 فإن بقيمة حكم حمد كان خاليا من الاضطرابات الكبيرة حيث قام بتنفيذ الإصلاحات الإدارية. في عام 1926 تم استحداث وظيفة جديدة وهي «مستشار» من أجل التعامل مع الشؤون الداخلية للبحرين. تم توظيف تشارلز بلغريف في هذه الوظيفة من 1926 إلى 1957 حيث كان يعرف محليا باسم «المستشار».

### صناعة اللؤلؤ
الإصلاحات في صناعة اللؤلؤ وقعت بين عامي 1921 و 1923 حيث كانت «نقطة اختبار» لعملية الإصلاحات برمتها لأنها قوبلت بأقوى مقاومة من القبائل. عندما تم كسر هذه المقاومة القبلية فإن الطريق صار مفتوحا لإصلاحات أخرى لتأخذ مكانها. تركز الإصلاحات على حماية مصالح الغواصين والحد من احتكار التجار لصناعة اللؤلؤ. تم فصل الأنشطة التجارية عن صناعة الغوص والزام النواخذة بكتابة حساب منفصل لكل غواص. في عقد 1930 خسرت صناعة اللؤلؤ زخمها نتيجة لعدة عوامل بما في ذلك إنتاج اللؤلؤ الصناعي واكتشاف النفط.

### الممتلكات الخاصة والحقوق العامة
بدءا من أوائل العشرينات فقد إجراء مسح لمدة عشر سنوات لتسجيل الممتلكات الخاصة من قبل فريق هندي. أولئك الذين احتلوا أرضا لمدة عشر سنوات أو أكثر أو تم إعطائهم الأرض من قبل الحاكم كهدية فقد استملكوا أراضيهم بشكل رسمي. نشأت صعوبات من قبل الأسرة الحاكمة حول توزيع التركات السابقة ولكن تم التوصل إلى اتفاق في عام 1932 الذي تضمن إلغاء السخرة وتحصيل الضرائب وإنشاء «محكمة الأسرة» للتعامل مع المنازعات الداخلية لعائلة آل خليفة. في المجموع فإن العائلة الحاكمة امتلكت 23٪ من المزارع مما يجعلها ثاني أكبر فئة ملاك أراضي بعد ملاك الأراضي الخاصة.
استئجار الأراضي تم تحت إشراف الحكومة وذلك بالزام جميع الأطراف بكتابة العقود وتسليم نسخة منها للحكومة. مع إلغاء الضرائب والسخرة فإنه ليس هناك حاجة لوظيفتي الوزراء والكيخدائية. تم إدخال نظام ضرائب الدولة الأخف وزنا التي تسهم بنسبة ضئيلة في الموازنة العامة للدولة في حين كان الجزء الأكبر من الجمارك خاصة على صناعة اللؤلؤ. في عام 1930 تم تخصيص نصف الموازنة العامة للدولة للعائلة الحاكمة.

### النظام القضائي
بسبب عدم وجود قانون عقوبات موحد فقد تم إنشاء المحكمة المشتركة في عام 1919 حسب القانون الهندي أو البريطاني أو السوداني بما يتناسب مع العادات المحلية. قبل إنشاء محكمة البحرين في عام 1926 كانت القضايا تعرض إما على المحاكم الشرعية أو المجلس العرفي. خدمت محكمة البحرين جميع المستويات حتى تم إنشاء محكمة البحرين الابتدائية في عام 1927 ومحكمة الاستئناف في عام 1939. ترأس المحكمة المستشار وعضو من آل خليفة. تم دمج المحاكم الدينية في النظام القضائي المركزي التابع لمحكمة البحرين مما أدى إلى إضعاف قوة فقهاء الشيعة.

### نظام الشرطة
استعيض عن الفداوية بالشرطة البلدية في عام 1920. في عام 1922 شكل الفرس معظم الشرطة ولكن في عام 1924 تم تجنيد مائة بلوشي. تم التخلي عن البلوش في وقت لاحق بعد عدة حوادث من عدم الكفاءة وعدم الانضباط واستعاضوا عنهم بالبنجاب المتقاعدين من الجيش الهندي حتى عام 1932. تواصلت ثقافة سياسة تجنيد الأقليات مما نتج عنه تجنب البحرينيين الانضمام للشرطة حيث لم يشكل البحرينيين سوى 20٪ حتى عقد 1960 بينما تتكون النسبة الباقية من الأجانب (البلوش واليمنيين والعمانيين وغيرهم من الجنسيات). تأسس جيش البحرين في عام 1968 حيث اعتمد اسلوب الجيش الأردني. تألف الجيش من البحرينيين ذو الأصول القبلية السنة في حين أن القرويين الشيعة توظفوا داخل الإدارات غير القتالية. بشكل عام فإن السنة من أصول قبلية سيطروا على الإدارات السيادية مثل العدل والداخلية والجيش والهجرة في حين هيمن الشيعة على الإدارات التقنية مثل المياه والصحة والمالية والكهرباء.

### التعليم
كانت المدرسة الأولى في البحرين هي المدرسة الأمريكية التبشيرية التي تعرف الآن باسم مدرسة الرجاء التي بنيت في أوائل القرن التاسع عشر. اجتذبت فقط المسيحيين واليهود في البداية ولكن قام البحرينيين بإرسال أبنائهم للدراسة فيها اعتبارا من عقد 1940. تم افتتاح أول مدرستين في البحرين على حسب الطوائف. بنيت مدرسة الهداية الخليفية في عام 1919 في المحرق المخصصة لأهل السنة في حين بنيت المدرسة الجعفرية المعروفة حاليا باسم مدرسة أبو بكر الصديق الابتدائية للبنين في عام 1929 في المنامة المخصصة للشيعة. رأى آل خليفة أن هذا التقسيم الطائفي يهدد سلطتهم لذلك قاموا في عامي 1932 و1933 بافتتاح مدرستين ابتدائيتين جديدتين باسم المحرق والمنامة على التوالي. في السنوات التالية تم فتح المزيد من المدارس العامة وتأسست وزارة التربية والتعليم.

## اكتشاف النفط

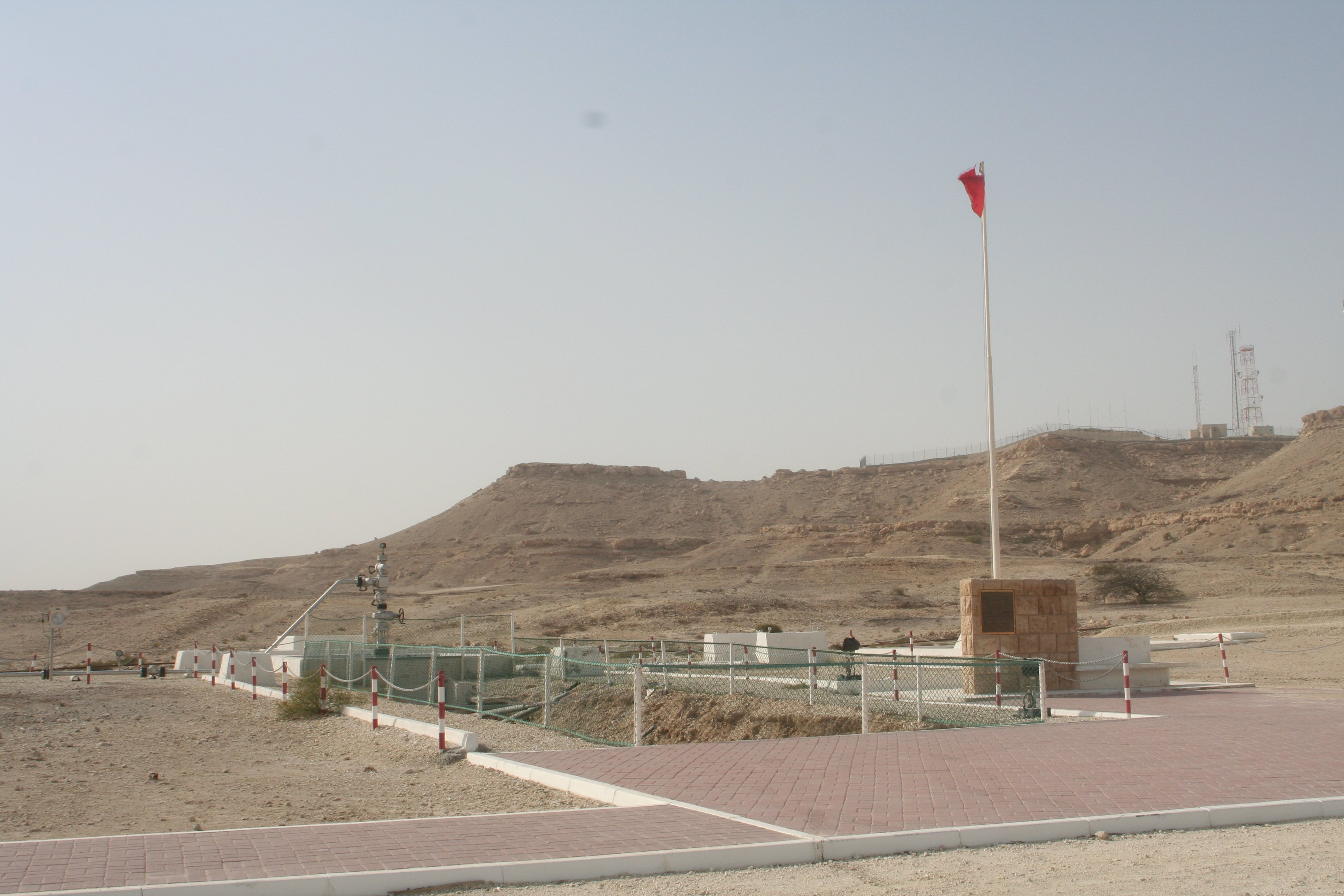
تم اكتشاف أول بئر في البحرين في عام 1932.

أجريت دراسة استقصائية لجيولوجية منطقة الخليج العربي في عام 1912 الذي نتجت عنه بأن المنطقة يوجد فيها نفط. في عام 1914 منح حاكم البحرين البريطانيين حق استغلال أراضي البحرين للتنقيب عن النفط وأن لا يمنح أي امتيازات نفطية دون موافقة مسبقة منهم. منح امتياز التنقيب عن النفط الأول لشركة نفط البحرين في عام 1928. اكتشف النفط في وقت لاحق في البحرين في عام 1932 حيث تم تصدير أول شحنة في نفس العام. في وقت لاحق بنيت مصفاة لتكرير النفط في سترة لمعالجة وتكرير 80 ألف برميل يوميا في البحرين بالإضافة إلى 120 ألف برميل من الدمام في السعودية المجاورة لأنها مرتبطة عبر خط أنابيب وفي العقود التالية زادت عائدات النفط بشكل كبير من 16750 دولار أمريكي في عام 1934 إلى 6.25 مليون دولار في 1954 إلى 225 مليون دولار في عام 1974. أدى اكتشاف وإنتاج النفط إلى تغييرات اقتصادية واجتماعية عديدة للجزيرة.
اقتصاديا انخفض الاهتمام بصناعتي الغوص على اللؤلؤ وزراعة النخيل اللتين كانتا تشكلان العمود الفقرى للاقتصاد البحريني سابقا. قلت قوارب صيد اللؤلؤ من 2000 في عقد 1930 إلى 192 في عام 1945 وإلى ولا سفينة في عقد 1960. وفر إنتاج النفط المستقر فرص للعمل ليس فقط في البحرين ولكن في منطقة الخليج العربي كلها حيث هاجر إليها الكثير من البحرينيين. بالإضافة إلى هجرة القبائل التي كانت تعمل في صناعة اللؤلؤ بسبب انخفاض عدد الغواصين مما أدى في نهاية المطاف إلى انخفاض صناعة الغوص بحثا عن اللؤلؤ. تراجعت زراعة النخيل لنفس الأسباب ولكن أكثر تدرجا اعتبارا من عقد 1960. بدلا من زراعة النخيل فقد تم استيراد الخضروات.